# Game (reper)
Jayceon Terrell Taylor (Compton, Kalifornija, SAD, 29. studenog 1979.), bolje poznat po svom umjetničkom imenu Game, američki je reper, glumac i tekstopisac. Rodio se i odrastao u Comptonu gdje je bio član ulične bande Bloods. Živio je na mjestu s puno nasilja, te je okrug vršio utjecaj na njega. Game je 1989. godine upoznao svog idola, Eazy-Eja iz gangsta rap sastava N.W.A. Pohađao je srednju školu u Comptonu, a kasnije i sveučilište u Washingtonu gdje je imao košarkašku stipendiju.
Do slave je došao kao član hip hop sastava G-Unit, objavljivanjem debitantskog albuma The Documentary, koji mu je donio dvije Grammy nominacije i pet milijuna prodanih primjeraka na cijelom svijetu. Game je 2005. godine osnovao svoju diskografsku kuću pod nazivom The Black Wall Street Records. Nakon toga su uslijedila još dva uspješna albuma, Doctor's Advocate iz 2006. i LAX iz 2008. godine. Game je 2009. godine započeo raditi na svom četvrtom studijskom albumu The R.E.D. Album.

## Raniji život
Game je rođen kao Jayceon Terrell Taylor 29. studenog 1979. godine u Comptonu, Kaliforniji. Odrastao je u susjedstvu gdje je vladala ulična banda Crips, poznatija kao Santana Blocc. Usprkos tome Game se pridružio bandi Bloods. Rođen je u sredini gdje je bilo zastupljeno nasilje i kriminal. U listopadu 2006. godine na intervjuu za MTV, Game je opisao svoju obitelj kao disfunkcionalnu, te je tvrdio da je njegov otac zlostavljao jednu od njegovih sestara. Game je kasnije izjavio da su njegovi roditelji pucali po ulicama iz automobila. Njegov je otac bio član bande Nutty Block Crip, a majka Hoover Crippelette. Kad je imao šest godina njegov prijatelj je ubijen u susjedstvu zbog svoje odjeće.

## Diskografija
- The Documentary (2005.)
- Doctor's Advocate (2006.)
- LAX (2008.)
- The R.E.D. Album (2011.)
- Jesus Piece (2012.)
- "Blood Moon: Year of the Wolf" (2014.)
- The Documentary 2 (2015.)
- The Documentary 2.5 (2015.)
- 1992 (2016.)

## Filmografija
| Godina | Film                                                                  | Uloga   |
| ------ | --------------------------------------------------------------------- | ------- |
| 2004.  | Grand Theft Auto: San Andreas                                         | B-Dup   |
| 2006.  | Waist Deep                                                            | Meat    |
| 2007.  | Tournament of Dreams                                                  | Troy    |
| 2008.  | Kraljevi kvarta                                                       | Grill   |
| 2008.  | Bigg Snoop Dogg Presents: The Adventures of Tha Blue Carpet Treatment | Glas    |
| 2008.  | Belly 2: Millionaire Boyz Club                                        | G       |
| 2011.  | House Arrest                                                          | DeAndre |

## Vanjske poveznice
- Službena stranica
- Game na Internet Movie Databaseu
- Game  Arhivirana inačica izvorne stranice od 24. studenoga 2005. (Wayback Machine) na MTV
- Game na Allmusicu
- Game na Twitteru